# Luis Gutiérrez (Politiker, 1953)

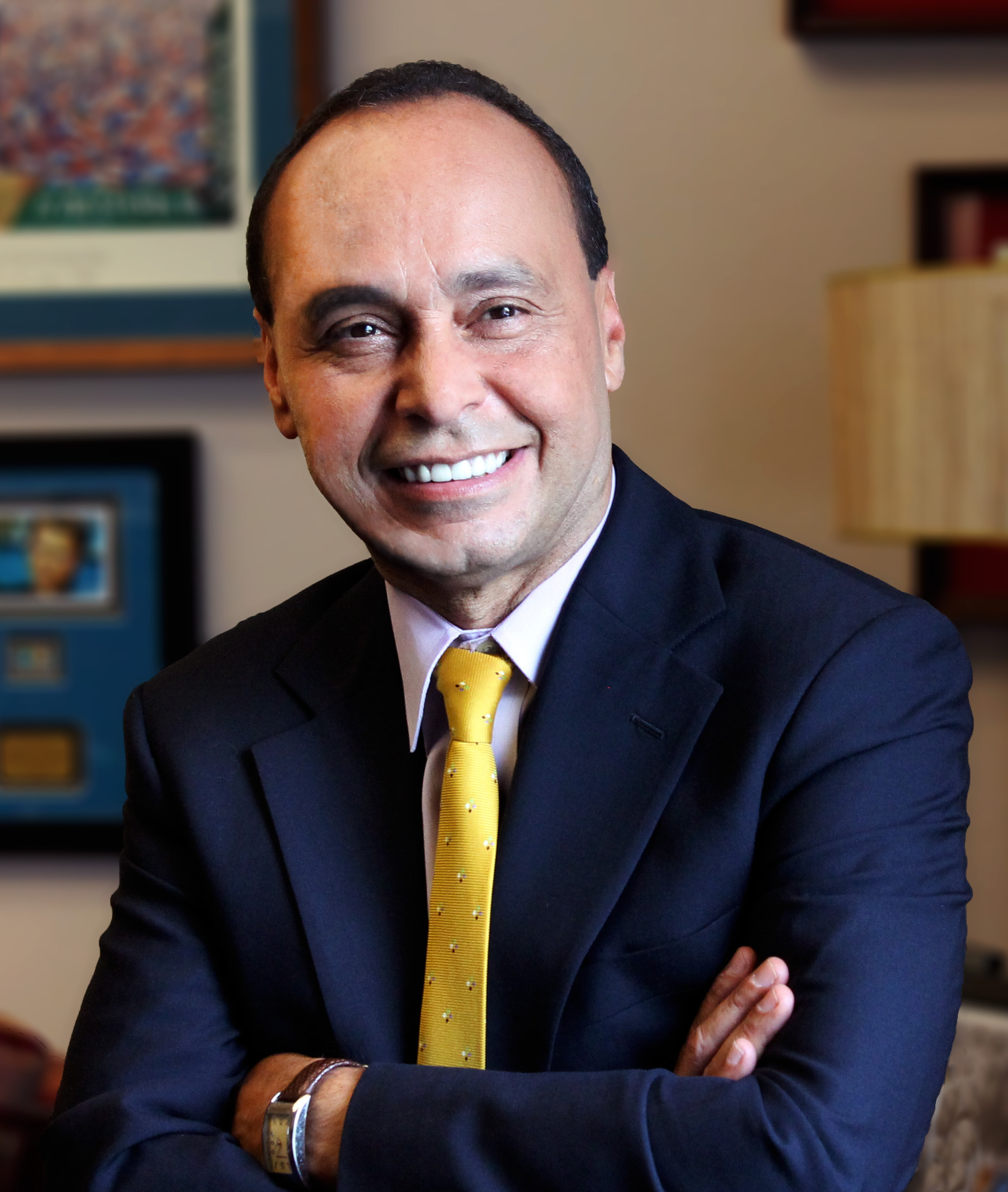
Luís Gutiérrez (2012)

Luís Vicente Gutiérrez (* 10. Dezember 1953 in Chicago, Illinois) ist ein US-amerikanischer Politiker der Demokratischen Partei. Er vertritt seit 1993 den vierten Kongresswahlbezirk von Illinois im Repräsentantenhaus der Vereinigten Staaten.

## Leben
Gutiérrez besuchte die Northeastern Illinois University und war anschließend als Lehrer und Sozialarbeiter tätig. Des Weiteren war er Mitglied des Chicago Board of Aldermen, bevor er in das Repräsentantenhaus einzog. Da er puerto-ricanischer Abstammung ist, unterstützt er verschiedene Organisationen, die für die Förderung Puerto Ricos eintreten. Gutiérrez hat sich die Unterstützung eines breiten Spektrums der Bürger Chicagos gesichert.
Obwohl erst an einer Kandidatur interessiert, gab Gutiérrez im November 2006 bekannt, dass er 2007 nicht für das Amt des Bürgermeisters von Chicago kandidieren wolle.
Gutiétrrez wurde bis 2016 regelmäßig wieder gewählt. Sein Mandant endete am 3. Januar 2019, da er bei der Wahl 2018 nicht mehr antrat.